# Hãy để mặt trời luôn chiếu sáng
Hãy để mặt trời luôn chiếu sáng (tiếng Nga: Пусть всегда будет солнце!) là một bài hát tiếng Nga được viết cho thiếu nhi. Bài hát được sáng tác năm 1962, Arkady Ostrovsky sáng tác nhạc và phần lời do Lev Ivanovich Oshanin viết. Nhà văn Nga Korney Ivanovich Chukovsky sau này đã viết trong một cuốn sách rằng nội dung chính của bài hát là 4 câu (mà về sau là phần điệp khúc của bài), được sáng tác vào năm 1928 bởi một cậu bé 4 tuổi.
Bài hát được giới thiệu lần đầu vào năm 1962 tại Liên hoan các bài hát Quốc tế ở Sopot, do ca sĩ Nga Tamara Miansarova hát. Nó đã giúp cô giành được giải đầu tiên ở đó và ngay lập tức được phổ biến rộng rãi khắp Liên Xô và một vài quốc gia khác. Bài hát được hát bởi Đội Thiếu niên Tiền phong Liên Xô trong Hội trại ở trường học. Năm 1977, bài hát được lấy làm tên cho Đại hội liên hoan thiếu nhi thế giới lần thứ nhất tổ chức tại Moskva. Bài hát được phổ biến rộng khắp như một biểu tượng hòa bình ở Liên Xô.
Bài hát là một trong số ít những bài không bị suy giảm ảnh hưởng sau khi Liên Xô tan rã và tổ chức Đội Thiếu niên Tiền phong Liên Xô ngừng hoạt động và vẫn được phổ biến tại Nga.
Bài hát đã được Tom Botting dịch sang tiếng Anh và được Ilse, Hans Naumilkat và Manfred Streubel dịch sang tiếng Đức. Lời tiếng Việt do Phong Nhã dịch, nằm trong album ca nhạc thiếu nhi 10 chàng tí hon do Hãng phim Phương Nam sản xuất năm 1996.

## Lời bài hát bằngtiếng Việt(do nhạc sỹPhong Nhãviết)
Một vòng tròn xoe xoay giữa bầu trời
Họa sĩ bé xíu vẽ ông Mặt Trời
Dạt dào niềm vui khoái chí tuyệt vời
Bạn bè năm châu cùng ca hát
ĐK:
Mặt Trời lên
Mãi mãi sáng tươi bầu trời xanh
Mãi mãi ngát xanh và trẻ em
Vui sống giữa mẹ hiền yêu dấu thật êm ấm
Mặt Trời lên
Mãi mãi sáng tươi bầu trời xanh
Mãi mãi ngát xanh và trẻ em

Trên thế giới nguyện cùng nhau tiến đến chân trời